# Monte Collerin
Monte Collerin – szczyt w Alpach Graickich, części Alp Zachodnich. Leży na granicy między Francją (region Owernia-Rodan-Alpy a Włochami (region Piemont). Należy do masywu Alpi di Lanzo e dell’Alta Moriana. Szczyt można zdobyć ze schronisk Rifugio Città di Cirié (1850 m) lub Rifugio Bartolomeo Gastaldi (2659 m) po stronie włoskiej.